# Bhamo Airport
Bhamo Airport är en flygplats i Myanmar.  Den ligger i delstaten Kachin i staden Bhamo i den norra delen av landet, 500 km norr om huvudstaden Naypyidaw. Bhamo Airport ligger 114 meter över havet.